# Південна провінція (Сьєрра-Леоне)
Південна провінція (англ. Southern Province) — одна із 3 провінцій Сьєрра-Леоне. Адміністративний центр — місто Бо. Провінція розташована на півдні країни, має державний кордон з Ліберією та вихід до Атлантичного океану.

## Населення
Населення округу становить 1441308 осіб (2015; 1377067 у 2004, 741377 в 1985, 596758 в 1974, 542187 в 1963).
У національному відношенні переважає народ менде.

## Адміністративний поділ
У адміністративному відношенні провінція складається з 4 округів, які у свою чергу утворені із 52 вождівств та 2 муніципалітетів, прирівняних до вождівств:
| № | Назва    | Оригінальна назва | Адміністративний центр | Територія, км² | Населення, осіб (2015) | Вождівства | Секції |
| - | -------- | ----------------- | ---------------------- | -------------- | ---------------------- | ---------- | ------ |
| 1 | Бо       | Bo                | Бо                     | 5 473,4        | 575 478                | 15+1       | 113    |
| 2 | Бонте    | Bonthe            | Маттру                 | 3 593,3        | 200 781                | 11+1       | 78     |
| 3 | Моямба   | Moyamba           | Моямба                 | 6 951,8        | 318 588                | 14         | 142    |
| 4 | Пуджегун | Pujehun           | Пуджегун               | 4 188,5        | 346 461                | 12         | 94     |

## Найбільші населені пункти
| № | Населений пункт | Населення, осіб (1974) | Населення, осіб (1985) | Населення, осіб (2004) | Населення, осіб (2015) |
| - | --------------- | ---------------------- | ---------------------- | ---------------------- | ---------------------- |
| 1 | Бо              | 39 371                 | 59 768                 | 149 957                | 174 369                |
| 2 | Моямба          | 6 425                  | 6 483                  | 11 485                 | 10 249                 |
| 3 | Бонте           | 6 398                  | 7 210                  | 9 740                  | 10 075                 |
| 4 | Маттру          | 3 891                  | 5 804                  | 7 647                  | -                      |
| 5 | Пуджегун        | 2 802                  | 3 859                  | 7 571                  | 6 095                  |